# Irving Calkins
Irving Romaro Calkins (* 31. Oktober 1875 in Palmer; † 26. August 1958 in Springfield) war ein US-amerikanischer Sportschütze.

## Erfolge
Irving Calkins nahm an den Olympischen Spielen 1908 in London in zwei Wettbewerben teil. Im Einzelwettbewerb mit der Freien Pistole belegte er mit 457 Punkten den achten Platz. In der Mannschaftskonkurrenz belegte er gemeinsam mit James Gorman, John Dietz und Charles Axtell den ersten Platz. Mit 1914 Punkten behaupteten sich die US-Amerikaner vor der belgischen und der britischen Mannschaft und wurden damit Olympiasieger. Calkins war dabei mit 473 Punkten der zweitbeste Schütze der Mannschaft.
Calkins war neben seiner sportlichen Laufbahn als Präsident der U.S. Revolver Association tätig. Daneben begeisterte er sich für Zauberkunst und amtierte von 1936 bis 1937 als Präsident der Society of American Magicians. Seinen Lebensunterhalt verdiente sich Calkins als Arzt. Über 50 Jahre lang praktizierte er in seiner Heimatstadt Springfield, Massachusetts, als Chirurg.